# 1310 Villigera
1310 Villigera là một tiểu hành tinh vành đai chính với chu kỳ quỹ đạo là 1352.5526557 ngày (3.70 năm).
Tiểu hành tinh được phát hiện ngày 28 tháng 2 năm 1932.